# Cendrillon aux grands pieds
Pour plus de détails, voir Fiche technique et Distribution.
Cendrillon aux grands pieds (Cinderfella) est un film américain réalisé par Frank Tashlin, sorti en 1960.

## Synopsis
Fada est l'homme à tout faire de sa belle-mère et de ses deux méchants demi-frères. Un jour, à la télé et dans le journal, il y a une grande nouvelle : une princesse s'apprête à faire une visite aux États-Unis en commençant par la Californie. Pour la présenter, la belle-mère organise un bal où sont invitées toutes les personnes les plus riches de Los Angeles. Les méchants demi-frères sont au nombre des convives. Ayant vu sa photo, Fada trouve que la princesse est très belle et tient à aller au bal. 
Comme dans le conte de Cendrillon, on l'empêche d'y aller. Cependant, pour venir en aide à Fada, un parrain magicien apparaît. Il transforme un poisson rouge en chauffeur, il fait apparaître une belle voiture et il transforme les vêtements de serviteur de Fada en joli costume rouge. Pendant le bal, il réussit à séduire la princesse et à danser avec elle. Cependant, à minuit, il doit fuir avant que la magie du bon parrain ne cesse. Le lendemain, la princesse part à la recherche de celui avec qui elle a dansé parce qu'elle l'aime. Elle se rend à la maison où vivent Fada, sa belle-mère et ses demi-frères. En le voyant, elle le reconnaît. 
Après leurs retrouvailles, les deux amoureux dansent ensemble dans la cour.

## Fiche technique
- Titre français : Cendrillon aux grands pieds
- Titre original : Cinderfella
- Réalisation : Frank Tashlin
- Scénario : Frank Tashlin, Joe Besser et Jerry Lewis
- Producteur : Jerry Lewis
- Producteur associé : Ernest D. Glucksman
- Musique : Walter Scharf
- Photographie : Haskell B. Boggs
- Montage : Arthur P. Schmidt
- Casting : Edward R. Morse
- Directeur artistique : Henry Bumstead et Hal Pereira
- Décors : Robert R. Benton et Sam Comer
- Costumes : Edith Head
- Budget : 3 000 000 $
- Recettes : 2 400 000 $
- Société de production : Jerry Lewis Production
- Société de distribution : Paramount Pictures
- Pays d'origine :  États-Unis
- Langue : Anglais
- Formats : 1,85 : 1 | Couleur Technicolor | 35 mm
- Son : Mono
- Genre : Comédie
- Durée : 89 minutes
- Dates de sortie :
  - États-Unis : 16 décembre 1960 (New York), 18 décembre 1960 (sortie nationale)
  - France : 22 septembre 1961
- Affiche : Boris Grinsson (France)

## Distribution

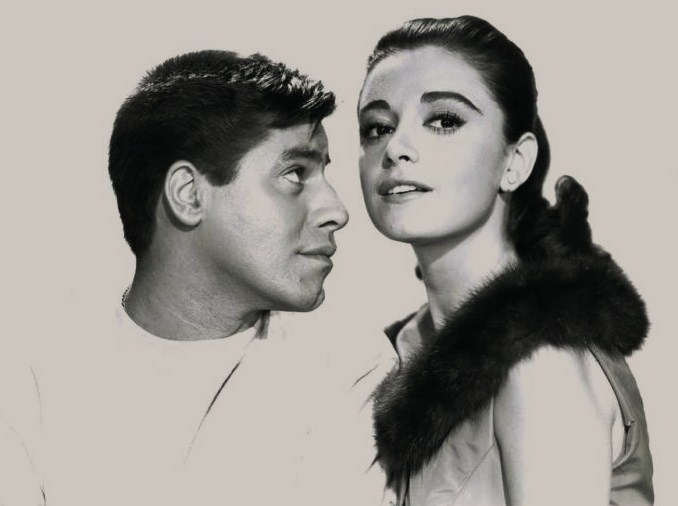
Jerry Lewis et Anna Maria Alberghetti.

- Jerry Lewis (VF : Jacques Dynam) : Cinderfella (Fada en français)
- Ed Wynn (VF : Maurice Porterat) : le parrain Fairy
- Judith Anderson (VF : Lita Recio) : la belle-mère
- Henry Silva (VF : Serge Lhorca) : Maximilien
- Robert Hutton (VF : Michel Gatineau) : Rupert
- Anna Maria Alberghetti (VF : Arlette Thomas) : la princesse
- Nola Thorp (VF : Dominique Page) : Cendrillon

## DVD (France)
Le film a fait l'objet d'une sortie sur le support DVD en France :
- Cendrillon aux grands pieds (DVD-9 Keep Case) sorti le 18 novembre 2004 édité par Paramount Pictures et distribué par Paramount Home Entertainment France. Le ratio écran est en 1.78:1 panoramique 16:9. L'audio est en Français, Anglais, Allemand, Italien et Espagnol 2.0 mono Dolby Digital avec présence de sous-titres français, anglais, allemands, arabes bulgares, croates, danois, espagnols, finnois, grecs, hébreux, hollandais, hongrois, islandais, italiens, norvégiens, polonais, portugais, roumains, serbes, slovènes, suédois, tchèques et turcs. En bonus les commentaires audio de Jerry Lewis et Steve Lawrence ainsi qu'un bêtisier. Il s'agit d'une édition Zone 2 Pal[1].